# Ingrid va a ovest
Ingrid va a ovest (Ingrid Goes West) è un film del 2017 diretto da Matt Spicer, con protagoniste Aubrey Plaza ed Elizabeth Olsen.

## Trama
Ingrid Thorburn è una giovane donna mentalmente disturbata, ossessionata dalla star del web Taylor Sloane con una vita apparentemente perfetta, come mostrato dai suoi profili sui social network. Quando Ingrid decide di lasciare la Pennsylvania per trasferirsi a Los Angeles e diventare amica nella vita reale di Taylor, il suo comportamento diventa sempre più sociopatico e pericoloso.

## Distribuzione
Il film è stato presentato in anteprima il 20 gennaio al Sundance Film Festival 2017. Viene distribuito nelle sale cinematografiche statunitensi l'11 agosto 2017.

## Riconoscimenti
- 2017 - Sundance Film Festival[3]
  - Waldo Salt Screenwriting Award
- 2018 - Independent Spirit Awards[4]
  - Miglior film d'esordio